# 穴師村
穴師村（あなしむら）は、かつて大阪府にあった村。現在の泉大津市南東部にあたる。村名の由来は、式内社で和泉五社のひとつ、和泉国二宮の泉穴師神社。

## 歴史
- 1887年（明治20年）5月13日、和泉郡辻村と長井村が合併して、和泉郡我孫子村となる。
- 1889年（明治22年）4月1日、和泉郡豊中村、穴田村、我孫子村、板原村、虫取村、池浦村、宮村が合併して、和泉郡穴師村が発足。大字池浦に村役場を設置。
- 1896年（明治29年）4月1日、郡の統廃合により、所属郡が泉北郡となる。
- 1931年（昭和6年）8月20日、泉北郡大津町、上条村と合併し、大津町となる。

## 交通

### 道路
- 大津街道（河泉街道）